# Wielki Ostróżek
Wielki Ostróżek (ukr. Великий Острожок) – wieś na Ukrainie w rejonie chmielnickim obwodu winnickiego.

## Historia
Miejscowość była wzmiankowana już w XIV wieku. W XVI wieku miejscowość była ufortyfikowana. W 1608 rok był wzmiankowany drewniany kościół Trójcy Świętej istniejący przy rynku miejskim, który został spalony w 1652 roku podczas Powstania Chmielnickiego. W XVIII wieku rozpoczęto budowę murowanego kościoła katolickiego z fundacji Starzyńskich, jednak ukończono go dopiero w 1800 roku dzięki wsparciu jakie przeznaczył na budowę właściciel wsi Feliks Brzozowski. W 1862 roku (za czasów proboszcza o. Dionizego Kopernickiego) tutejsza parafia liczyła ponad dziewięciuset wiernych, a w 1884 roku – ponad 1100 katolików.

## Zabytki
- Kościół Trójcy Świętej - istniejący obecnie kościół wybudowano w latach 1795-1800[4]. Ufundował go Józef Starzeński i jego zięć Feliks Brzozowski[5]. W pobliżu kościoła znajdował się cmentarz katolicki[2]. W 1812 roku przy szkole otworzono szkołę parafialną[2]. Kościół jest zaliczany do podobnej do siebie grupy kościołów o fasadach palladianizujących (obok kościoła w Mańkowcach, Starej Kotelni, Toporach, trynitarzy w Łucku, św. Barbary w Berdyczowie, pijarów w Warszawie, Iwankowie)[4]. W 1922 roku kościół został zamknięty przez władze sowieckie. Budynek pełnił funkcję sklepu, magazynu, szkoły i sali gimnastycznej, dopóki nie stał się technicznie niezdatny do użytku. W tym stanie świątynię przekazano Kościołowi w 1991 roku. Przeprowadzono częściową naprawę dachu. Dalsze prace remontowe kościoła okazały się niepraktyczne ze względu na brak katolików we wsi. Obecnie kościół jest w ruinie[3].